# Levi Strauss
Levi Strauss, ursprungligen Löb Strauß, född 26 februari 1829 i Buttenheim i Bayern, död 26 september 1902 i San Francisco i Kalifornien, var en amerikansk skräddare och grundare av Levi Strauss & Co (1853). Levi Strauss är skaparen av byxtypen jeans som är tillverkad i det slitstarka materialet denim. Han kom som tysk emigrant till New York 1847 och 1853 flyttade han vidare till San Francisco där han etablerade en partihandelsverksamhet med bland annat tygförsäljning till affärer och skräddare. Här upptäcktes guldgrävarnas behov av slitstarka byxor och Strauss började tillverka sådana i indigoblå denim med nitförstärkta fickor under märkesnamnet Levi's. Den 20 maj 1873 fick Strauss, tillsammans med Jacob Davis, en kund och skräddare som kom på idén med nitarna, patent (patent nr US 139121) på metoden att förstärka plaggens fickor.

## Biografi

### Från Bayern till New York
Strauss  föddes i Buttenheim i södra Tyskland. Året var 1829 och levnadsförhållandena var i allmänhet usla. Hans familj var av judisk härkomst och fattig, barnen var många och redan tidigt dog hans far. Judar fick vid den tiden inte äga mark, vilket uteslöt jordbruk och boskapsskötsel. Kvar återstod handel, men köpkraften var inte stor. Strauss var 18 år när han tillsammans med ett par av sina bröder köpte en enkelbiljett till New York.

### Längre västerut
Till en början försörjde sig Levi som gårdfarihandlare, en s.k. peddler. På det här sättet kom han folk in på livet, lärde sig språket och tjänade sitt uppehälle. På sina vandringar bar han på nästan allt som behövdes i dåtidens hushåll: saxar, kastruller, filtar, skor, böcker, nål, tråd. Sex år efter att Strauss anlänt till New York reste han till San Francisco och förenade sig med sin svåger David Stern, som varit där ett par år. Det hade sedan några år ryktats om förmögenheterna som fanns på Kaliforniens guldfält och massor med äventyrare sökte sig dit.

### Levi's jeans
Så fort Strauss anlänt till San Francisco visade han prov på sin affärsbegåvning. Tillsammans med David Stern öppnade han en diversehandel i hamnkvarteren. Man anställde en ung man som spanade efter förrådsskepp. När ett skepp var på väg in dumpade de priset på varorna i affären och fick gott om lagerutrymmen och kontanter. Sedan höll de sig framme vid skeppsauktionen. Guldvaskarnas kläder var dåliga och trasiga. Strauss fick en snilleblixt och sydde ett par byxor av presenningsväv åt en guldgrävare. Ryktet spred sig sedan snabbt om den slitstarka byxan och Levi Strauss gjorde en större beställning hos skräddaren som sytt det första paret. Försäljningen tog fart och han trodde sig se en möjlighet i byxorna. Företaget gick bra och flyttade till nya och större lokaler. Året var 1856 och skylten med firmanamnet som nu blivit klassiskt målades: "Levi Strauss & Co". Men det var fortfarande en diversehandel som försåg guldgrävarna med alla möjliga förnödenheter. En dag fick Strauss ett brev från en Jacob Davis i Reno, Nevada. Han förklarade att genom att sätta kopparnitar på fickorna höll jeansen mycket bättre. Dessutom kunde man lätt tredubbla priset. Problemet var att andra var ute efter att kopiera nitarna så lösningen behövde snabbt patenteras. I San Francisco reagerade man blixtsnabbt. En vecka senare var patentet klart och Jacob Davis anställdes av Levi Strauss & Co.
Se även fortsättningen på historien om företaget Levi Strauss & Co.